# Стокер, Фрэнк
Фрэнк Оуэн Стокер (англ. Frank Owen Stoker; 29 мая 1867, Дублин, Ирландия — 8 января 1939, Дублин) — ирландский теннисист и регбист, двукратный победитель Уимблдонского турнира в мужском парном разряде. Двоюродный брат писателя Брэма Стокера.

## Общая информация
В парном разряде Фрэнк Стокер дважды выигрывал Уимблдонский турнир (в 1890 и в 1893, вместе с другим ирландцем Джошуа Пимом) и в 1891 играл в финале (ирландцам Стокеру и Пиму противостояли англичане, братья—близнецы Уилфред и Герберт Бадделей); пять раз побеждал на Чемпионате Ирландии (1890, 1891, 1893—1895).
В одиночном разряде его достижения были намного скромнее: второй круг Уимблдонского турнира (1893, проиграл Уилберфорсу Ивсу 5-7, 1-6, 6-1, 9-11)) и два финала на Чемпионате Ирландии (1891, 1892). В 1891 году — выиграл турнир в Ноттингеме (четырёхсетовая победа над Томасом Чайтором).
На протяжении пяти лет (1891—1896) выступал за сборную Ирландии на соревнованиях по регби-15. Фрэнк Стокер является единственным игроком в регби-15, которому удалось победить на Уимблдонском турнире.